# Angleterre-Canada en rugby à XV
Cet article présente l'historique des confrontations entre l'équipe d'Angleterre et l'équipe du Canada en rugby à XV. Les deux équipes se sont affrontées à sept reprises. Les Anglais ont remporté toutes les rencontres.

## Les confrontations
Voici la liste des confrontations entre ces deux équipes :
| No | Date             | Lieu                                             | Match               | Score   | Compétition |
| -- | ---------------- | ------------------------------------------------ | ------------------- | ------- | ----------- |
| 1  | 17 octobre 1992  | Wembley Stadium, Londres, Angleterre             | Angleterre – Canada | 26 – 13 | Test match  |
| 2  | 10 décembre 1994 | Stade de Twickenham, Londres, Angleterre         | Angleterre – Canada | 60 – 19 | Test match  |
| 3  | 28 août 1999     | Stade de Twickenham, Londres, Angleterre         | Angleterre – Canada | 36 – 11 | Test match  |
| 4  | 2 juin 2001      | Fletcher's Field, Markham Canada                 | Canada – Angleterre | 10 – 22 | Test match  |
| 5  | 9 juin 2001      | Complexe sportif de Burnaby Lake, Burnaby Canada | Canada – Angleterre | 20 – 59 | Test match  |
| 6  | 13 novembre 2004 | Stade de Twickenham, Londres, Angleterre         | Angleterre – Canada | 70 – 0  | Test match  |
| 7  | 10 juillet 2021  | Stade de Twickenham, Londres, Angleterre         | Angleterre – Canada | 70 – 14 | Test match  |

### Confrontations non-officielles
| No | Date              | Lieu                                             | Match                   | Score   | Compétition   |
| -- | ----------------- | ------------------------------------------------ | ----------------------- | ------- | ------------- |
| 1  | 30 septembre 1967 | Stade Thunderbird, Vancouver Canada              | Canada – Angleterre XV  | 0 – 29  | Test match    |
| 2  | 29 mai 1982       | Complexe sportif de Burnaby Lake, Burnaby Canada | Canada – Angleterre XV  | 6 – 43  | Test match    |
| 3  | 15 octobre 1983   | Stade de Twickenham, Londres, Angleterre         | Angleterre XV – Canada  | 27 – 0  | Test match    |
| 4  | 29 mai 1993       | Complexe sportif de Burnaby Lake, Burnaby Canada | Canada – Angleterre XV  | 15 – 12 | Test match    |
| 5  | 5 juin 1993       | Twin Elm Rugby Park (en), Nepean Canada          | Canada – Angleterre XV  | 14 – 19 | Test match    |
| 6  | 14 juin 2003      | Stade Thunderbird, Vancouver Canada              | Canada – Angleterre A   | 7 – 43  | Churchill Cup |
| 7  | 13 juin 2004      | Kingsland, Calgary Canada                        | Canada – Angleterre A   | 23 – 48 | Churchill Cup |
| 8  | 19 juin 2005      | Stade du Commonwealth, Edmonton Canada           | Canada – Angleterre XV  | 5 – 29  | Churchill Cup |
| 9  | 10 juin 2006      | York Lions Stadium, Toronto Canada               | Canada – England Saxons | 11 – 41 | Churchill Cup |